# Chirac (Lozère)
Pour les articles homonymes, voir Chirac.
Chirac est une ancienne commune française, située dans le département de la Lozère en région Occitanie.
Le 1er janvier 2016, elle devient une commune déléguée au sein de la commune nouvelle de Bourgs-sur-Colagne.
Ses habitants sont appelés les Chiracois.

## Géographie
La commune est située dans le Massif central sur la Colagne.
Le relief de la commune est très accidenté.
Le village de Chirac se situe à 630 mètres d'altitude. Le point le plus bas de la commune se trouve sur les bords de la Colagne à 613 mètres et son point le plus élevé, sur la montagne de Mountasset à 1 226 mètres.
Le village de Chirac est dominé à l'est par le Massif de Saint Bonnet et à l'ouest par le truc de la Fare.
La commune de Chirac s'étend sur 3 379 hectares et elle compte le village proprement dit et quinze hameaux.
Le dernier recensement effectué en 2009 a comptabilisé 1182 habitants.
Comme dans la majorité des communes de la Lozère, l'activité principale est l'agriculture. Cependant, le secteur tertiaire est largement représenté sur Chirac avec quatre établissements pour personnes handicapées (un ESAT, un foyer d'accueil et deux MAS), ainsi qu'une maison de retraite.
Par ailleurs, le village abrite deux communautés religieuses : les Ursulines, les Frères du Sacré-Cœur.

### Communes limitrophes
| Saint-Laurent-de-Muret | Antrenas                |                                 |
| Les Salces             | Chirac                  | Marvejols                       |
|                        | Le Monastier-Pin-Moriès | Palhers, Saint-Bonnet-de-Chirac |

### Hameaux et lieux-dits
La commune de Chirac comporte plusieurs hameaux :
- les Violes
- le Massibert
- Alteyrac
- Volmanières
- les Redondes
- le Régourdel
- la Chazette
- Ginestous
- Fabrèges ("la forge", du latin Fabrica)

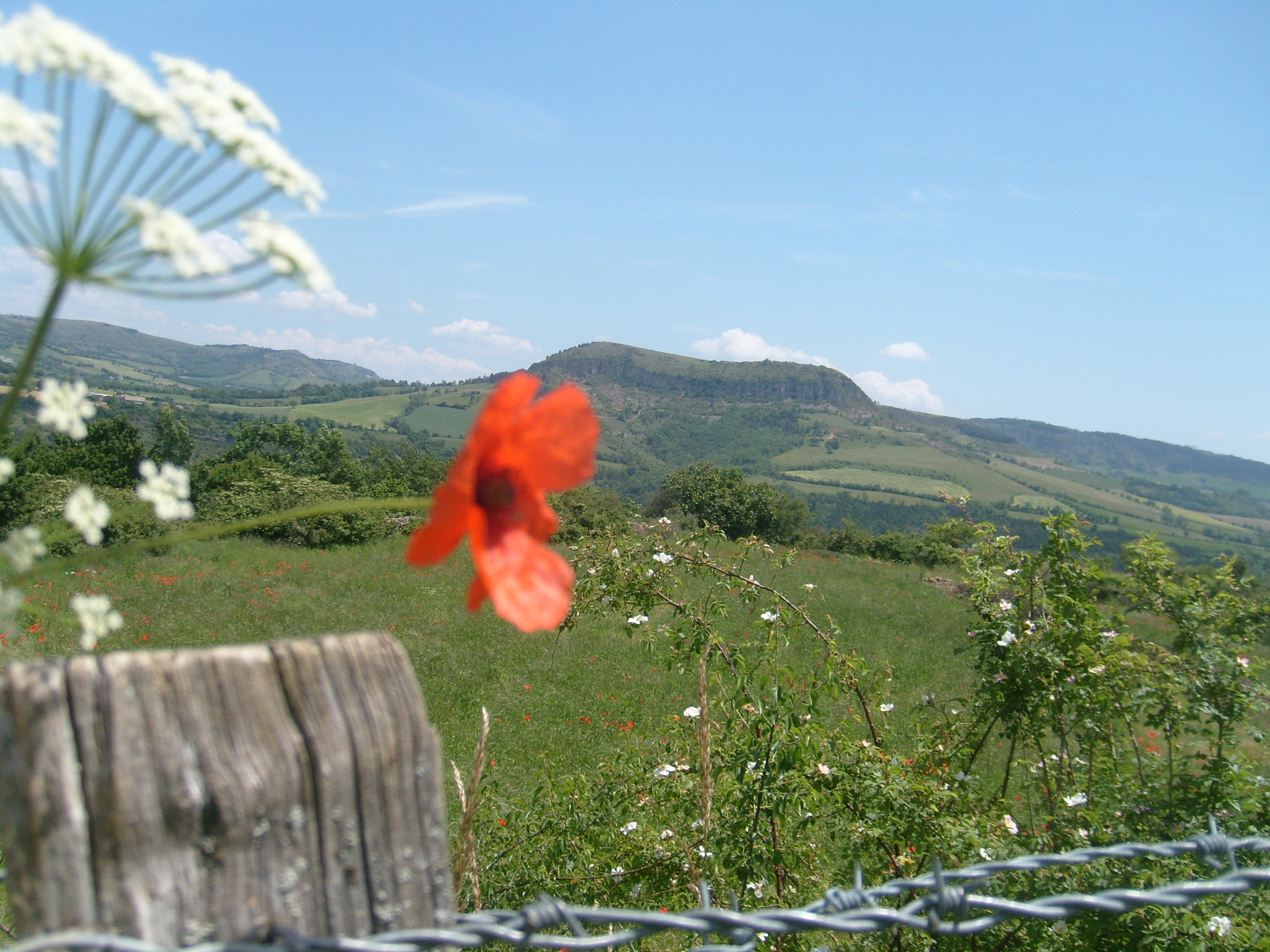
Le truc de Saint-Bonnet vu de Fabrèges.
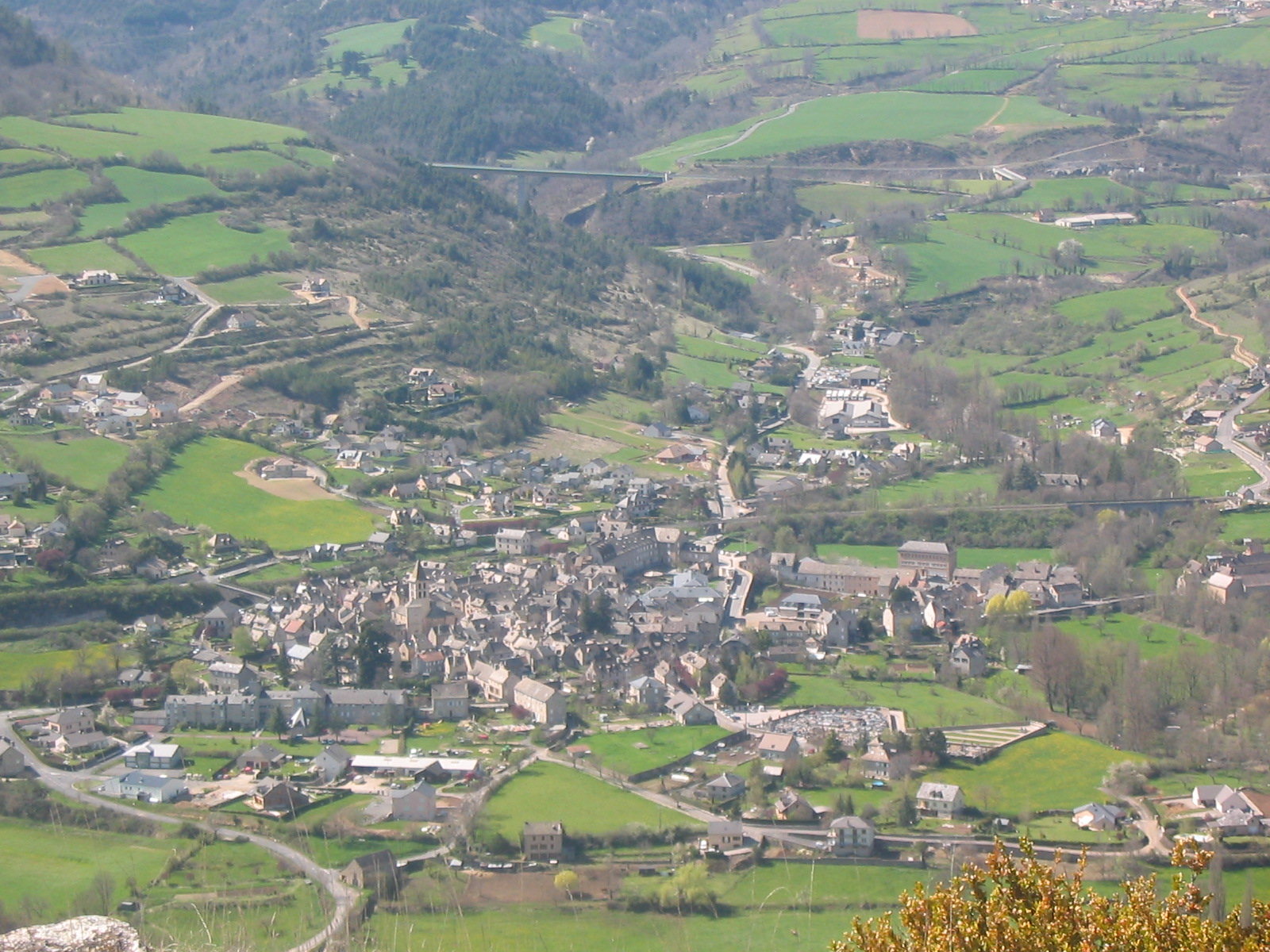
Chirac vu du Saint-Bonnet.

## Toponymie
Chirac est formé de la racine cheir-/cheyr- et du suffixe gallo-romain -acum désignant la propriété.
Palatalisation courante du thème pré-indo-européen cair, cheir s'applique dans le Massif Central aux anciennes coulées de lave caractérisées par leur surface rugueuse, chaotique et aride.

## Histoire

### Les maîtres des lieux
Au début des années mille, pour Chirac, le nom des Peyre était tout un symbole car le village était une cité bâtie dans la vallée de la Colagne, à l'ombre d'un château fortifié sous la suzeraineté des seigneurs de Peyre. La baronnie de Peyre, la plus importante des huit baronnies du Gévaudan, s'étendait sur près de 60 paroisses de Lozère, du Cantal et de l'Aveyron. Les seigneurs de Peyre avaient sous leur dépendance d'autres seigneurs qui leur devaient hommage. À ces fiefs laïcs s'ajoutaient plusieurs fiefs ecclésiastiques. Le prieur du monastère de Chirac (Le Monastier), seigneur de la ville de Chirac, qui possédait le château fort du Buisson et beaucoup d'autres biens, prêtait hommage aux seigneurs de Peyre. Quatre familles ou dynasties ont régné sur Peyre de la féodalité jusqu'à la Révolution. En 908, la maison des Astorg donnait un évêque à Mende : Guillaume de Peyre.
Dès l'origine du christianisme, des individus ont souhaité se retirer du monde et se consacrer à la prière. En Occident, saint Benoit de Nursie, ermite à Subiaco et fondateur du monastère de Monte Cassino en Italie, rédige la "règle bénédictine" au VIe siècle.
Les grandes abbayes de Saint-Victor de Marseille, Saint-Chiffre du Monastier et Cluny suivent cette règle. Les abbés de ces grandes abbayes sont, comme les évêques, souvent issus des familles seigneuriales locales et jouent un rôle politique fondamental à l'échelon régional ou national. La situation du Gévaudan, entre Auvergne et Midi, a exacerbé la rivalité entre Saint-Chifre du Monastier (Haute-Loire) et Saint-Victor de Marseille qui se disputaient les revenus liés à la transhumance. C'est pour cette raison que s'implantèrent les ordres militaires, Templiers et Hospitaliers, et l'expansion des abbayes au XIe siècle va être tout profit pour toute la vallée de la Colagne.

### Une date clé: le 26 mars 1062
L'implantation des Bénédictins dans la vallée de la Colagne va se révéler très bénéfique pour toute cette région. Pour l'historien[Qui ?], elle démontre de manière typique les liens étroits entre les familles importantes du Gévaudan qui se sont succédé à la tête de l'évêché, de la vicomté du Gévaudan et de Millau et des grandes abbayes méridionales. Le 17 juin 1060, Gui Gauscelin de Canilhac, avec l'accord et la signature de l'évêque Aldebert et du chanoine Girard, cède au monastère Saint-Victor de Marseille le terroir du Coulagnet.
Les Bénédictins s'y installent et y fondent une église-prieuré sous le vocable de Saint-Martin. Le 16 mars 1062, Aldebert Ier de Peyre, évêque de Mende et son frère, Astorg Ier, baron de Peyre, sous l'abbatiat de Durand, signent l'acte de fondation du monastère Saint-Sauveur, destiné à la prière à perpétuité pour le salut de l'âme des généreux donateurs. Ce monastère, qu'ils avaient commencé de construire, suivra la règle de toutes les communautés de l'ordre de Saint-Benoît.
Pourquoi implanter ce monastère dans la vallée sablonneuse de la Colagne plutôt qu'aux environs du château familial haut perché ; le climat moins rude et la situation géographique du village de Chirac jouèrent-ils un rôle déterminant dans ce choix ? Le Castrum Cyriacum était alors protégé par ses murs d'enceinte, ses fossés et son château fortifié. Le temps des monastères isolés du monde était révolu et les moines cherchaient appui auprès des localités défendues par les seigneurs.
Un doute subsiste quant à la situation primitive de ce monastère. Saint-Sauveur, avant d'être transféré au cours du XIIIe siècle, aurait été construit entre l'actuelle RN 9 et la Colagne, au pré d'Arnal, à proximité des actuels terrains de tennis. Théophile Roussel réfute la thèse : selon lui, « il existait à faible distance de Chirac, un monastère de l'ordre de Saint-Benoît, dont les ruines se voient encore au village du Monastier qui lui doit son origine ». « Le monastère de Chirac » a donné « le Monastier ».
La commune de Chirac obtint, en mars 1481, sa protection royale par lettres patentes de Louis XI.

### L'apport des Bénédictins
L'implantation d'une nouvelle abbaye se révéla une source de richesse pour tout le pays en raison de la personnalité des moines accueillis.
La règle monastique, consacrée exclusivement au service de Dieu, proposait une vie rythmée par la méditation religieuse, la lecture des textes saints et le travail physique. Les travaux manuels occupaient une large part de la journée avec le défrichement de régions incultes, l'assèchement des marais.
Les Bénédictins construisirent des monastères et contribuèrent à la diffusion de l'art roman (Cluny). Le monastère devait se suffire à lui-même : c'est pourquoi les Bénédictins développèrent diverses activités artisanales comme le travail du métal et le tissage. Ils développèrent la sculpture (portail de Vézelay), la musique (le chant grégorien) et l'écriture musicale telle que nous la connaissons aujourd'hui. Ils ont recopié à la main, avec de riches enluminures, des ouvrages anciens des Pères de l'Église et des œuvres d'écrivains latins tels que Cicéron, Jules César et Tacite.
Pour leur première implantation en Lozère, leur premier souci fut de contenir les eaux de la Colagne : elles avaient déjà causé une terrible inondation en 1090. Les Bénédictins de Saint-Sauveur acclimatèrent la vigne sur les pentes volcaniques de la Fare qui jouit d'une exposition ensoleillée. Ils furent les promoteurs de l'industrie lainière qui tiendra par la suite une place importante à Chirac et dans le Gévaudan. Ils apportèrent aussi le travail d'assouplissement du cuir (le corroyage).
En contribuant à améliorer le niveau de vie de la population, ils jouèrent un rôle éminent dans le domaine de l'éducation, domaine où excellera désormais la ville de Chirac. Ils se lancèrent aussi dans la culture du safran, plante orientale utilisée comme médicament, comme parfum et dans les préparations culinaires et les teintures. C'était un très dur labeur : en effet, il fallait 150 000 fleurs pour obtenir finalement un kilogramme de pistils secs. Le safran était une des épices les plus chères qui soient.

## Politique et administration

### Administration municipale
| Période      | Période    | Identité       | Étiquette | Qualité                                                          |
| ------------ | ---------- | -------------- | --------- | ---------------------------------------------------------------- |
| janvier 2016 | avril 2020 | Henri Boyer    | DVG       | Conseiller départemental Vice-Président du Conseil départemental |
| mai 2020     | En cours   | Michèle Castan |           |                                                                  |

| Période | Période | Identité                               | Étiquette | Qualité                                                          |
| ------- | ------- | -------------------------------------- | --------- | ---------------------------------------------------------------- |
| 1790    | 1801    | Jean-Antoine-Louis Raynaldy            |           |                                                                  |
| 1801    | 1815    | Romain Dieulofes                       |           |                                                                  |
| 1815    | 1815    | Pierre Paulin Benoit                   |           |                                                                  |
| 1815    | 1815    | Romain Dieulofes                       |           |                                                                  |
| 1815    | 1825    | Jean-Baptiste Vidal                    |           |                                                                  |
| 1825    | 1826    | Jean-Baptiste Combettes                |           |                                                                  |
| 1826    | 1829    | Jean-Antoine Lavigne                   |           |                                                                  |
| 1829    | 1830    | Antoine Astruc                         |           |                                                                  |
| 1831    | 1832    | Jacques Laurens                        |           |                                                                  |
| 1832    | 1834    | Ferdinand Valette                      |           |                                                                  |
| 1834    | 1840    | Joseph Rodier                          |           |                                                                  |
| 1840    | 1848    | Pierre-Paulin Benoit                   |           |                                                                  |
| 1848    | 1879    | Guillaume-Honoré Charrier              |           |                                                                  |
| 1879    | 1888    | François-Marie-Gabriel-Honoré Charrier |           |                                                                  |
| 1888    | 1892    | Charles Jory                           |           |                                                                  |
| 1892    | 1921    | Basile Balmadier                       |           |                                                                  |
| 1921    | 1930    | Joseph Roujon                          |           |                                                                  |
| 1930    | 1931    | Ferdinand Valette                      |           |                                                                  |
| 1931    | 1944    | Joseph Roujon                          |           |                                                                  |
| 1944    | 1945    | Marius Boucharenc                      |           |                                                                  |
| 1945    | 1953    | Joseph Roujon                          |           |                                                                  |
| 1953    | 1965    | Émilien Constans                       |           |                                                                  |
| 1965    | 1988    | Marceau Crespin                        |           |                                                                  |
| 1988    | 1989    | Jean Hugonnet                          |           |                                                                  |
| 1989    | 2008    | Gilbert Reversat                       |           |                                                                  |
| 2008    | 2015    | Henri Boyer                            | DVG       | Conseiller départemental Vice-Président du Conseil départemental |

## Population et société

### Démographie
L'évolution du nombre d'habitants est connue à travers les recensements de la population effectués dans la commune depuis 1793. À partir du 1er janvier 2009, les populations légales des communes sont publiées annuellement dans le cadre d'un recensement qui repose désormais sur une collecte d'information annuelle, concernant successivement tous les territoires communaux au cours d'une période de cinq ans. 
Pour les communes de moins de 10 000 habitants, une enquête de recensement portant sur toute la population est réalisée tous les cinq ans, les populations légales des années intermédiaires étant quant à elles estimées par interpolation ou extrapolation. Pour la commune, le premier recensement exhaustif entrant dans le cadre du nouveau dispositif a été réalisé en 2004,.
En 2013, la commune comptait 1 166 habitants, en évolution de +2,91 % par rapport à 2008 (Lozère : −1,04 %, France hors Mayotte : +2,49 %).
| 1793  | 1800  | 1806  | 1821  | 1831  | 1836  | 1841  | 1846  | 1851  |
| ----- | ----- | ----- | ----- | ----- | ----- | ----- | ----- | ----- |
| 1 560 | 1 708 | 1 855 | 1 520 | 1 238 | 1 549 | 1 481 | 1 535 | 1 696 |

| 1856  | 1861  | 1866  | 1872  | 1876  | 1881  | 1886  | 1891  | 1896  |
| ----- | ----- | ----- | ----- | ----- | ----- | ----- | ----- | ----- |
| 1 825 | 2 039 | 1 666 | 1 664 | 1 383 | 1 613 | 1 391 | 1 298 | 1 322 |

| 1901  | 1906  | 1911 | 1921 | 1926 | 1931 | 1936 | 1946 | 1954 |
| ----- | ----- | ---- | ---- | ---- | ---- | ---- | ---- | ---- |
| 1 215 | 1 104 | 922  | 900  | 944  | 948  | 923  | 862  | 722  |

| 1962 | 1968 | 1975 | 1982 | 1990 | 1999  | 2004  | 2009  | 2013  |
| ---- | ---- | ---- | ---- | ---- | ----- | ----- | ----- | ----- |
| 801  | 789  | 689  | 894  | 983  | 1 006 | 1 080 | 1 161 | 1 166 |

## Économie
Comme dans la grande majorité des communes de la Lozère, l'activité principale est l'agriculture. Cependant, le secteur tertiaire se développe de plus en plus.
- Le secteur primaire : 
L'élevage est essentiellement ovin et bovin. Les larges pâturages permettent aux agriculteurs d'avoir des troupeaux relativement importants.
- Le secteur secondaire : 
Au point de vue industriel. Quelques métiers de l'artisanat sont représentés :
  - Boucherie,
  - Charcuterie,
  - Plomberie,
  - Couvreur,
  - Menuisier,
  - Dépanneur,
- Le secteur tertiaire : 
Malgré sa petite taille, Chirac possède beaucoup d'activités de service. On trouve un kinésithérapeute, un médecin généraliste, une pharmacie, un centre de secours des sapeurs-pompiers, 2 maisons de retraite, 2 maisons d'accueil spécialisées (MAS), une boutique, une poste, une boulangerie, une pizzeria, 2 écoles primaires (une publique et une privée), une bibliothèque municipale, une garderie, une maison des jeunes...

Dans les années 1950/1960 le village accueillit une colonie de vacances catholique de la paroisse « Sainte Odile » de la porte de Champerret à Paris.

## Culture locale et patrimoine

### Lieux et monuments

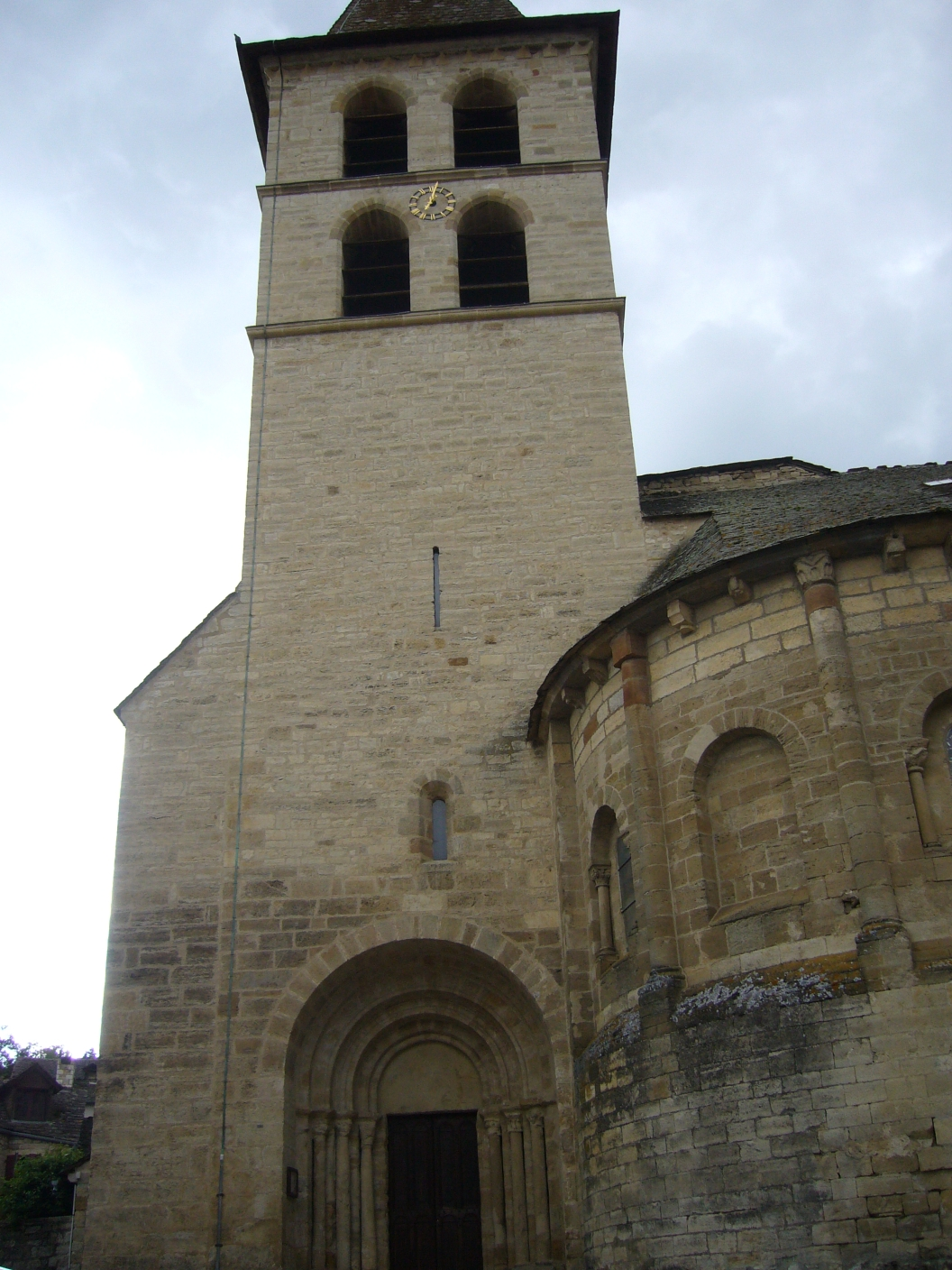
Église Saint-Romain.

- La Chazelle Notre-Dame et le truc de la Fare.
- L'église romane Saint-Romain du XIIe siècle.
- La chapelle de Saint-Jean-Baptiste
- Les chapelles de la Chazette et de Volmanières
- La croix des Anglais : 
Les Anglais, qui ravageaient le pays au XIVe siècle, subirent une déroute sur les hauteurs du village. Ce lieu porte aujourd'hui le nom de « cimetière des Anglais » ou « croix des Anglais ». Une croix, sur laquelle on lit la mention « CH des M » et « 1701 - 1922 », symbolise le lieu des combats. Cependant, lors de la construction de l'autoroute A75, cette dernière fut rénovée et déplacée de quelques mètres.
- Le pont de la Colagne

### Personnalités liées à la commune
- La famille noble des Lordet est issue de Chirac, on retrouve parmi eux Albert et son neveu Guillaume, tous deux évêques de Mende et comtes de Gévaudan.
- Le colonel Marceau Crespin (° 1915, † 1988), natif de Chirac.
- Nicolas Greschny (° 2 septembre 1912, † 24 avril 1985), peintre ayant séjourné à Chirac.

### Héraldique
| Chirac | Le blasonnement de Chirac est : d'hermines au chef de France sur le tout d'or au lion couronné de gueules |